# Toomulla
Toomulla – miasto w Australii, w stanie Queensland, nad Oceanem Spokojnym.